# Cesidio Gentile
Cesidio Gentile, detto Jurico (Pescasseroli, 27 giugno 1847 – Civitanova del Sannio, 14 ottobre 1914), è stato un poeta italiano.

## Biografia
La produzione di Cesidio Gentile rientra in quelle poche e acclarate espressioni di letteratura semi-colta o semi-popolare che traeva origine e si sviluppava nel contesto della pastorizia (in analogia con la precedente esperienza del conterraneo Benedetto Di Virgilio di Villetta Barrea). Jurico, infatti, faceva di professione il pastore o, meglio, il massaro di pecore.
Da bambino, percorrendo gli aspri tratturi della transumanza delle greggi, quelli cioè che si snodavano dall'Abruzzo per giungere nel Tavoliere delle Puglie (tra i quali il Tratturo Pescasseroli-Candela), aveva imparato da solo a leggere e a scrivere, sostenuto anche da una formidabile memoria. Durante quei duri tragitti era solito declamare le trame di importanti poemi cavallereschi, che, rivisitate, utilizzava per i suoi versi.
In essi, come ha segnalato Benedetto Croce, si rispecchiavano prevalentemente vicende comunali, anche colorite, di ordine sia morale che sociale. La sua maggiore "fatica" letteraria è rappresentata dalla Leggenda marsicana (1904), unica fra le sue opere pubblicate in cui è racchiuso il tentativo, rimasto tuttavia parziale, di un poema epico relativo alla storia dei Marsi. Croce, in particolare, fu interessato dall'opera di questo "poeta pastore" in quanto rivelatrice, nonostante la marcata impronta paesana, di una sorta di mediazione "fra la letteratura colta e i sentimenti e concetti popolari".
Cesidio Gentile morì a 67 anni, in seguito a una caduta da cavallo nei pressi del comune di Civitanova del Sannio.
Nel 2024 la figura del poeta e pastore abruzzese è stata omaggiata nel film Un mondo a parte del regista Riccardo Milani.

## Opere
1. Leggenda Marsicana
2. Poesie Boscarecce
3. Storia dei Marsi
4. Poesie Sacre
5. Satira Patrio